# 東方企控集團
東方企控集團有限公司（港交所：0018，前稱東方報業集團有限公司）是一家在香港交易所上市的綜合企業公司，於1987年8月18日上市。主要業務是出版報章及營運網上新聞及資訊平台。1969年1月22日由馬惜珍兄弟創辦《東方日報》，後來一直由家族後人掌控，現時由馬惜珍兒子馬澄發擔任集團執行董事。

## 旗下出品
- 《東方日報》
- 《彩報》
- 《東網電視》
- 《東網》

### 《東快訊》
東方報業集團過去曾經創辦香港第三份英文報章《東快訊》（Eastern Express），但其後因為嚴重虧蝕而停刊。

### 《東周刊》、《東方新地》、《東Touch》
集團於1992年10月29日所創辦，當年以爭奪《壹週刊》大眾化中青年讀者的市場推岀市場。{{Fact|直至2001年9月，東方報業集團以6,500萬港元出售《東周刊》及《東方新地》予楊受成旗下的英皇集團。而另一份雜誌《東Touch》亦落入星島新聞集團之中。

### 《太陽報》、《太陽馬經》、《好報》
2004年5月，《東方日報》和《太陽報》獲准直銷中國大陸，讀者可以在全國22個城市地區的指定地點訂閱集團兩報。過往曾發行《太陽報》、《太陽馬經》及《好報》。2015年7至8月，東方報業集團向第三者出售《太陽馬經》。《太陽報》及《好報》在2016年3月先後停刊。

### 《彩報》
2015年9月取消蘋果3料王，在香港賽馬會場外投注處派發《彩報》。

## 立場
早年馬惜如、馬惜珍兄弟創辦《東方日報》時，由於馬氏家族與中國國民黨政府之間的良好關係，被視為親台的「右派報章」，立場傾向中華民國及香港殖民地政府。其後現任董事會主席馬澄坤出任中國人民政治協商會議第十屆全國委員會委員。
大約在1997年起，香港主權移交後，東方報業集團在一些政治敏感的報導上傾向親北京，但是對於中國大陸的負面新聞亦不會避而不談，而且該報會在不少關乎香港市民大眾生活和福祉的政府政策上與香港政府對立，例如該報經常批評政府公佈的《財政預算案》未能夠令草根階層廣泛受惠。
東方報業集團旗下報刊亦常刊登抨擊民主派的文章，如稱他們是漢奸、反對派和“反中亂港”份子，以及批評行業競爭者《蘋果日報》為“爛果報”；而且多次批評民主派及親民主派的人士如陳方安生、黎智英、李柱銘和天主教香港教區前主教陳日君，在報章更稱他們四人為搞事四人組和搞事四人幫。

## 媒體合作
東方報業集團與台灣旺旺中時集團有媒體合作關係，自2015年開始雙方均可以引用對方的圖片、文字以及短片。在馬惜珍逝世時，中國時報以及時報周刊以正面方式報導其死訊。

## 爭議

### 創辦人的販毒疑雲
1974年，大毒梟吳錫豪（綽號「跛豪」）被香港警務處毒品調查科拘捕，其後被法院被判決入獄30年，是當時香港司法史上最長的判刑。1977年，吳錫豪的同黨，即《東方日報》創辦人馬惜如和馬惜珍兩兄弟亦被通緝，被控告以在1968年至1974年期間偷運700噸鴉片入口。馬惜如在警察執行逮捕令前潛逃至台灣（兩地無引渡條例的安排），其弟馬惜珍則在1977年8月被檢控，在保釋期間同樣潛逃。馬氏兄弟後來亦相繼於1998年及2015年在台逝世，馬惜珍直至離世前仍然被香港政府通緝。
根據香港《快報》於1977年9月11日、1978年9月20日及21日連續多日頭條報道，馬家相關的疑犯亦悉數逃離香港前往台北。最終，馬氏到了台灣之後，當局以「持用假文件非法入境」為由予以逮捕，判處一年有期徒刑。根據《星期日泰晤士報》以及當年香港報章的報道，馬惜珍從1978年起就定居台灣，運用犯罪所得的收益開了好幾家合法公司。馬惜珍的合法事業，在香港和全世界繼續賺取收入，這些事業包括在歐洲、北美洲和澳洲的商業不動產，他們在英國的財產極多，在倫敦市中心金融區和西敏市擁有一整排的辦公大樓。
東方報業集團現時是遠東最大規模的報業集團之一，交由馬惜珍的兒子馬承坤主持。惟其父馬惜珍一直不能夠返回香港，香港警務處當年下達的通緝令直至2015年12月16日，律政司確認馬逝世後才得以撤銷。

### 捐款馬卓安醜聞
1990年代初，東方集團的馬氏家族為換取潛逃台灣的馬惜珍回家，曾多次向前英國首相的保守黨政府捐款，同時亦按照香港政府的宣傳策略，成立香港當時第三份主流英文報章《東快訊》。然而英國政府並未兌現准許馬惜珍回港的承諾，1998年東方日報爆料，翌日英國媒體廣泛跟進，指稱保守黨政府收受毒梟捐款，哄動全英國。

### 藐視法庭案
1996年6月《東方日報》因刊登裸露照片而被淫褻及不雅物品審裁處裁定有罪的案件。同時，集團就旗下刊物《東方新地》圖片遭《蘋果日報》侵權一案提出上訴。惟兩宗請上訴庭批准往終審法院上訴的要求，最後仍被駁回。集團隨後採取一連串行動，包括成立「狗仔隊」跟蹤法官，於《東方日報》發表激烈言論。行動最終引發律政司提出藐視法庭的指控，《東方日報》總編輯黃陽午被判入獄四個月，東方報業集團亦被判罰款五百萬。此案為傳媒藐視案例中最嚴重的一宗，轟動一時，黃陽午亦為香港當年首名入獄的新聞工作者。

### 控告媒体诽谤案
东方报业集团于2009年3月入禀香港高等法院，控告包括维基媒体基金会在内的四间媒体机构，包括《商報》及Wikimedia Foundation Inc，涉嫌於同年1月刊登含诽谤内容的文章，要求法庭颁下禁制令，并要求相关媒体赔偿。

### 控告網民誹謗
2007年10月6日，香港網站Uwants討論區被東方報業集團入稟控告誹謗。東方報業在入稟狀中指出，討論區發放惡意中傷原告的言論，要求提供一名用戶的個人資料。在案件中涉嫌誹謗的言論，乃是記述東方報業創辦人馬惜珍於1978年涉嫌販賣毒品，及其後棄保潛逃至台灣的已被其他傳媒刊登過的事件。
2008年10月24日，香港高登討論區的管理公司日前遭東方報業集團入稟控告誹謗，入稟狀指出，2008年10月24日，其中一個刊載於「香港高登討論區」內的討論題目，內容含有中傷及誹謗東方報業集團的字眼，東方報業遂要求被告賠償，並要求法庭禁止被告或任何導致言論發表的相關人物，再發佈類似言論。
2010年8月19日起及隨後數天，香港獨立媒體、維基百科、百度百科等網站，都被東方報業集團指稱刊出了有誹謗的文章。這些內容乃是網民不滿東方報業集團控告Uwants、高登和維基百科誹謗，並批評東方打壓言論權利。
2010年9月26日，東方報業集團控告香港網絡大典及呼網資訊的營運公司Wikia, Inc.及Hoomedia Network Ltd.。入稟狀指出，香港網絡大典在2010年8月3日刊登文章「東方報業控告Uwants誹謗事件」條目當中的內容有誹謗成份。

### 抨擊同業
東方報業除經常批評壹傳媒外，因「香港賓拉登」馬照聲事件，與明報對立，近年亦開始經常批評《明報》。初時常指《明報》報道失實或對他人構成誹謗。其後在中大學生報情色版事件中，《明報》轉載有關內容被評二級不雅，東方報業則以大篇幅批評及揶揄。其後在明報企業與南洋媒體合併中，東方報業又指張曉卿利用財技攤薄小股東利益。明報旗下的廣州建明印刷被指印刷非法六合彩報，東方報業再次利用文章批評，甚至認為明報企業與壹傳媒是一丘之貉，而被抨擊的兩個傳媒機構是東方報業的主要競爭對手。
東方報業更在2007年6月6日批評《明報》與《蘋果日報》一樣，均是反共報紙，並煽動「六四」燭光晚會。
根據2009年6月23日東方同系《太陽報》報導，《蘋果日報》侵犯東方報業集團旗下刊物版權先後近四十多次，除多次被入稟控告之外，更多次抨擊對方。
東方日報在7月1日前夕報導指其對《蘋果日報》老闆黎智英事先張揚卻沒有出席七一遊行。其後有明報校記及英國廣播公司的記者均發現黎智英的縱影，就連《東方日報》也有拍到他的照片，而英國廣播公司記者更在場訪問了黎智英關於普選的看法。明顯《東方日報》在黎智英缺席七一遊行的報導為失實。
2011年，《爽報》（香港）創刊首日，影視及娛樂事務管理處即接獲13宗投訴有關《爽報》內容不雅，教育評議會於當日發出聲明，指責《爽報》內容含不少色情及不雅資訊，並指收到不少家長、教師之投訴，認為該報不宜兒童及青少年閱讀，並形容該報扭曲兒童的價值觀。《東方日報》、《太陽報》以「全城抵制」作頭條聲討爽報，不滿爽報渲染色情、賣弄淫褻、「內容意淫」的明顯針對爽報及壹傳媒，有不少包括教育界、社福界在內的團體響應號召，到蘋果總部抗議示威，並當場撕毀大批爽報並投進廢紙箱。

### 指控被香港政府迫害及針對
《東方日報》及《太陽報》在2005年底刊登了由外國通訊社發送的英國名模Kelly Brook性感照片，影視及娛樂事務管理處馬上將兩報送檢，並且被淫褻物品審裁處評級為二級不雅；但是同樣一輯照片，登在《蘋果日報》卻被評級為一級不雅。《東方日報》在社論中稱此乃選擇性檢控，因為影視處及淫審處有香港政府高級官員撐腰，這些被為「港英餘孽」的人之所以視東方報業集團為眼中釘，只是因為東方阻住他們「反中亂港」的政治陰謀。
東方報業集團指政府部門消防處在2013年中，藉詞高調派員硬闖位於大埔的東方報業中心伺服器房，調查消防系統投訴，但卻沒有查出個甚麼，終證實大廈消防系統正常。東方批評當局不但擾民，還打壓新聞自由兼製造白色恐怖。

### 召妓指南
《東方日報》及《太陽報》經常抨擊對手壹傳媒賣弄色情，但多年來其報業集團主要刊物包括《東方日報》、《太陽報》亦固定有「風月版」之色情內容，包括召妓內容。

### 連貫性批判
《東方日報》在其《社論》、港聞版、設專題報導連貫地批評壹傳媒；當中亦包括其關係密切的泛民主派等人，篇幅多至幾乎每隔三兩天都出現，並且由《蘋果日報》創刊至今相信已持續十多年。

### 控告Google誹謗
2015年10月26日，東方報業集團民事入稟控告Google公司，原告包括東方報業集團有限公司、東方日報督印有限公司和太陽報督印有限公司，指自2015年4月8日起，只要在Google搜尋「白粉報」等字眼，就會出現誹謗性的字句；以及Google旗下網站blogspot.hk、groups.google.com和google.com.hk分別在2014年的2月、3月和2015年4月至10月，有多段貼文涉嫌誹謗東方，要求法庭就此頒下禁制令禁止被告繼續發布該些言論和誹謗字眼，並提供有關用戶包括姓名、身分證號碼、電郵和IP地址等在內的個人資料，及要求Google公司對東方報業集團的損害作出賠償。
高等法院法官判決指某些涉案言論對原告構成誹謗是無可爭議的。Google公司後來提出上訴，高等法院上訴法庭於2017年2月批准上訴，聆訊後上訴庭裁定原告所投訴之字眼能構成誹謗。上訴庭於2018年2月6日作出書面裁決，撤銷Google公司的上訴。Google公司一共向東方報業集團支付了105萬港元訟費。

### 對民主派相關的報導

#### 小篇幅報導
2007年立法會補選，12月3日，《蘋果日報》、《AM730》、《明報》、《星島日報》、《成報》等報章均以陳方安生當選（或以初部點票陳太險勝）作頭條，但東方日報卻只為選舉作小篇幅報導，更只說在黎明前有全部結果。

#### 謾罵式專欄
東方報業旗下《太陽報》每日在「時事」版特設「古今論壇」，均有幾位模仿中國已故政治人物的筆者之風格撰文，文章內容大多是作者設定自己是「古人」，以這些「古人」的身份，影射甚至直斥現今的泛民主派人士。
其中，專欄「紀曉嵐鐵筆」更曾在2006年8月9日發表「對奸黨不必論理只須暴打」，公開聲言要對香港的民主派人士「除了痛打還應暴打」這煽動他人以違法的暴力行為對待不同政見人士之言論。而在同年同月20日，時任民主黨主席何俊仁在中環皇后大道中的麥當勞餐廳用膳時，遭三至四名兇徒施以暴打而頭破血流，送往瑪麗醫院留醫，並須接受手術，視力卻仍受損，何俊仁因而成為自香港主權移交後首位遇襲的立法會議員。

#### 漸減報導六四
2006年，6月4日期間，東方選取了未受到太大關注的架勢堂投票風波作頭條。2007年6月5日，《蘋果日報》、《am730》、《都市日報》、《明報》等報章均以六四晚會作頭條，但東方日報卻選擇了內地新聞作頭條，對六四以較小篇幅報導。
另外，2007年5月15日六四前夕，當時的民建聯主席兼立法會議員馬力在曾公開談論有關六四事件，他説傳媒拍照見地上有「肉餅」就認定坦克車輾斃學生並不恰當，並表示：「找一頭豬來測試一下便知道能否變成「肉餅」了」。這些言論引起極大爭議，《蘋果日報》、《明報》、《南華早報》在5月16日以頭版報導。但東方日報在一篇報導中卻稱民主派批評當事人為「馬力批鬥大會」。

### 懷疑襲擊獨立媒體
2012年8月8日，香港獨立媒體遭到襲擊，然而《東方日報》卻在下午1時20分預先報導新聞，稱下午1時21分獨立媒體被攻擊，被懷疑是幕後黑手，後來《東方日報》刪去下午1時21分時間，亦未有翌日出版的兩份報章報導。

### 因報稱號
2017年6月16日，有連登網民引述《東方日報》的報導的時候，模仿《東方日報》對國泰航空簡稱「因航」的稱號「因管理不善而從全球最佳航空公司排名榜節節下跌的國泰航空」（因航一名源自高登網民創作），以「因涉嫌販運700噸白粉而被政府檢控，繼而棄保潛逃到台灣成為本港頭號通緝犯，亦使自己終身未能返港，及後多次哀求政府撤銷通緝令不果，最終客死異鄉並經常被網民恥笑的東方日報創辦人馬惜珍，其所創辦的東方日報報導指」作為開頭，簡稱「因報」。超過1000名網民因而對此帖子讚好。
而把此稱號從連登帶到facebook的，是facebook專頁「新聞噏乜9」。事緣2017年6月15日，《東方日報》報導土瓜灣奪命車禍時，不慎把「西九龍交通部特別調查隊高級督察何雋軒講述案情。」的圖片重複使用在其他caption上。此事被「新聞噏乜9」post上專頁恥笑，「新聞噏乜9」並首次在facebook使用因報稱號,並把它變成一個全新hashtag:「#因涉嫌販運700噸白粉而被政府檢控繼而棄保潛逃到台灣成為本港頭號通緝犯亦使自己終身未能返港及後多次哀求政府撤銷通緝令不果最終客死異鄉並經常被網民恥笑的東方日報創辦人馬惜珍其所創辦的東方日報報導指」。
但是馬惜珍實際上販運的是鴉片，並不是俗稱白粉的海洛英，因此在2017年8月24日，《東方日報》facebook編輯取笑患有讀寫障礙的黃之鋒在他所畫的監房平面圖錯字多，被「新聞噏乜9」翌日post上專頁批評《東方日報》上半年出現了159次報導錯誤，卻取笑患有讀寫障礙的黃之鋒在他所畫的監房平面圖錯字多時，把因報稱號中的白粉變成鴉片，即「#因涉嫌販運700噸鴉片而被政府檢控繼而棄保潛逃到台灣成為本港頭號通緝犯亦使自己終身未能返港及後多次哀求政府撤銷通緝令不果最終客死異鄉並經常被網民恥笑的東方日報創辦人馬惜珍其所創辦的東方日報報導指」，一直使用至今。

## 主要子公司
東方日報有限公司
太陽報有限公司（不活躍公司）
東快訊有限公司（不活躍公司）
東方日報慈善基金
太陽報愛心基金（已解散）
ON CREATION（前太陽馬經有限公司）：專門開發手機應用程式
東網有限公司
東方建業企控有限公司
東方傳媒機構有限公司
東方融資有限公司

## 外部連結
東方企控集團官方網站伺服器位於香港，而國家及地區頂級域「.cc」是屬於澳洲海外領土科科斯（基林）群島。
- 東方企控集團網站 （页面存档备份，存于）
- 東網 （页面存档备份，存于）